# Портрет Елены Балиной (картина Серова)
Портрет Елены Алексеевны Балиной — картина Валентина Александровича Серова, написанная в 1911 году. С 1929 года находится в собрании Нижегородского государственного художественного музея.

## Модель
На картине изображена Елена Алексеевна Балина (1877—1945), урождённая Постникова.
Родилась в Москве, в богатой патриархальной семье. Её дед — Андрей Михайлович Постников, купец и предприниматель, Поставщик Двора Его Императорского Величества, основатель одной из крупнейших в столице фабрик — «Фабрики золотых, серебряных и бронзовых изделий А. М. Постникова». Отец — Алексей Андреевич Постников, продолжатель дела своего отца.
С 1898 года — жена миллионера Валентина Асигкритовича Балина (1869—1934), происходившего из семьи известных текстильных промышленников. Ему принадлежали подмосковная усадьба Ачкасово и двухэтажный особняк на Большой Никитской улице, 43, выстроенный в 1902 году архитектором Никитой Зелениным. Сейчас в нём находится резиденция посла Турции. В здании полностью сохранились интерьеры и обстановка, каждое помещение оформлено в духе определенной эпохи — от готики до модерна. Стены особняка Балиных украшали живописные полотна признанных мастеров, а широта собрания позволяла владельцам периодически менять экспозицию.
Елена воспитывала двух дочерей — Веру и Нину и сына Кирилла, выполняла светские обязанности и серьёзно осваивала сценическое искусство. Училась театральному мастерству у актрисы Малого театра Гликерии Федотовой, у Е. Б. Вахтангова и А. И. Сумбатова-Южина. Занималась сценическим танцем с Аделиной Джури. Брала уроки вокала у оперной певицы В. Н. Петровой-Званцевой, которая даже пригласила талантливую ученицу на совместные гастроли в Прибалтику, где Елена на рижской сцене с успехом исполнила партию Любаши в опере Н. А. Римского-Корсакова «Царская невеста». Ещё одним её серьёзным увлечением была философия. Маститые философы приезжали летом к ней в усадьбу Ачкасово для занятий, а в своём московском особняке она устраивала «философские пятницы», где собирался узкий круг интеллектуальной элиты и читал свои лекции Иван Александрович Ильин.
В 1925 году особняк на Большой Никитской конфисковали под посольство Турции, а семью Балиных переселили в маленькие проходные комнаты на 2-й Мещанской улице. На удивление, Балиным оставили всё их собрание живописи. Портрет Серова, как особую ценность, в конце 1920-х годов Балина передала на хранение (по другим сведениям — поступил в числе национализированных собраний) в Румянцевский музей. Затем он перешёл в собрание Третьяковской галереи, откуда в 1929 году поступил на постоянное хранение в Нижегородский государственный художественный музей.
14 апреля 1931 года Елена Балина была арестована по групповому делу организации «Истинно-Православная церковь». Кроме руководителей, в Москве были арестованы священники и представители интеллигенции, в том числе и Елена, певшая в церковном хоре храма Николая Чудотворца на Ильинке, настоятелем которого был Валентин Свенцицкий. Во время следствия её два месяца содержали под стражей в Бутырской тюрьме. Обвинения носили политический характер. Она была осуждена Особым Совещанием при Коллегии ОГПУ как «член контрреволюционной монархической организации ИПЦ», за «антисоветскую пропаганду, помощь ссыльным» и отправлена в ссылку в Казахстан (Джамбул), где жила на средства, присылаемые ей сыном.
В 1933 году в порядке частичной амнистии ей было разрешено проживание в Костроме, куда из Бутырской тюрьмы был отпущен Валентин Балин, а вскоре переехали дочери с внуками. Сначала семья снимала комнату, потом на деньги от проданных картин удалось приобрести небольшой дом с огородом.
Скончалась осенью 1945 года.

## История создания
Портрет выполнен в 1911 году, последнем году жизни художника.
Встреча Балиной с Валентином Серовым состоялась благодаря Надежде Ламановой. Елена Алексеевна была одной из её постоянных клиенток. Ламанова не только договорилась с художником, но и предложила для сеансов своё ателье на Тверской — Балина заказала свой портрет в качестве подарка-сюрприза для мужа.
Вместе с Серовым Надежда Петровна придумала и наряд Балиной. Поскольку до наших дней сохранилось очень небольшое количество работ Ламановой, портрет представляет в этом плане интерес для художников-дизайнеров и историков моды. Балина одета в костюм, сконструированный из полотнищ синей, белой и чёрной ткани, собранных у пояса и украшенных серо-белым орнаментом.
Известно, что Серов очень внимательно и серьёзно подходил к выбору одежды своими заказчиками, и интересовался современной модой. Возможно, работая именно над портретом Е. А. Балиной, в один из дней 21—23 октября Серов слушает в ателье Ламановой лекцию Поля Пуаре и присутствует на показах новейшей парижской моды.
Когда работа подошла к концу, заказчица была удивлена, что выглядит намного старше своих лет. В ответ на её недоумение Серов сказал: «Вы дальше будете похожи».
Впервые портрет был представлен на посмертной выставке Валентина Серова в 1914 году.